# Signify
Signify je četvrti studijski album Porcupine Treeja, britanskog sastava progresivnog rocka. Diskografska kuća Delerium Records objavila ga je 30. rujna 1996. godine, a ponovno je objavljen 2003. uz dodatni CD koji je sadržavao demosnimke prethodno objavljene na kaseti b-strana Insignificance. Prvi je uradak koji je frontmen Steven Wilson od samog početka snimio s cijelom skupinom; prethodni su albumi u biti bili samostalni uradci nastali uz pomoć gostujućih glazbenika.

## Pozadina

### Skladanje i snimanje
Signify je prvi album Porcupine Treeja koji je snimila cijela grupa; prethodne je albume frontmen Steven Wilson snimio uz povremenu pripomoć ostalih glazbenika, uglavnom onih koji su na Signifyu postali punopravni članovi sastava; Richard Barbieri, Colin Edwin i Chris Maitland. Godine 1995. članovi skupine istovremeno su odlazili na turneje kako bi podržali prethodni uradak The Sky Moves Sideways te skladali i snimili pjesme za novi album; Wilson je proces opisao ovako: "Album smo snimali malo po malo, skladali smo i snimali po dvije do tri pjesme, nakon čega bi proteklo skoro 3 mjeseca [do idućeg takvog procesa]." Zbog toga je nekoliko pjesama, iako u ranijim oblicima, bilo izvođeno na koncertima prije objave samog albuma.
Edwin je komentirao da mu je Wilson dao slobodne ruke što se tiče njegovih bas-dionica, ali da ih je Wilson katkad i jednostavno zamijenio vlastitim snimkama na gotovim pjesmama, što je bio slučaj na skladbama "Sever" i "Dark Matter". Barbieri se tijekom snimanja Signifya odlučio "...poslužiti onime što bi po sebi bilo čudan i apstraktan zvuk ili tekstura i učiniti da to proradi u kontekstu pop-pjesme".
Wilson je o snimanju izjavio:
"Signify je pomalo čudan zbog toga što, iako je album na kojemu smo svi svirali, nikad nismo uspjeli biti u istoj prostoriji u isto vrijeme zbog fizičkih ograničenja, pa sam zato uglavnom snimao vrlo kvalitetne demoinačice pjesama i onda bi ostali svojim glazbalima samo zamijenili dijelove koje sam svirao na sintesajzeru. Iznimka je pjesma "Intermediate Jesus", koju smo odsvirali na otvorenom. Zbog toga ostali članovi nisu mnogo doprinijeli idejama."

### Glazbeni stil
Osim što je promjeni u zvuku doprinijela činjenica što je to bio prvi kolaborativni album skupine, na uratku je vidljiva i promjena glazbenog stila. Recenzenti uglavnom svrstavaju prva tri uratka grupe u žanrove psihodeličnog i eksperimentalnog space rocka. Iako i dalje zadržava elemente tih žanrova, istovremeno se primiče strukturiranijem i komercijalnijem stilu progresivnog rocka koji je jače bio izražen na naknadnim albumima Stupid Dream i Lightbulb Sun. Sputnikmusic je ovako opisao Signify: "...To je kraj ere, dok istovremeno najavljuje zoru novoga doba... Sadrži izvaljene i maglovite instrumentale, ali i izravnije, pametno skladane pjesme čija se struktura jasno nazire. Prethodnik je Stupid Dreamu i epilog psihodelične prošlosti Porcupine Treeja." PopMatters je kasnije izjavio da je uradak naknadno postao poznat kao krautrock album skupine.

## O pjesmama
Naslovna skladba "Signify" u početku je bila demoobrada pjesme krautrock-sastava Neu! pod imenom "Hallogallo", no razvila se u originalnu kompoziciju nakon što je grupa počela eksperimentirati s njom. Konačna skladba na albumu izvorno je trebala biti "Signify II", no na koncu je bila odbačena kako bi uradak bio kraći. Ta je pjesma i dalje bila utemeljena na rifu naslovne skladbe i "Hallogallu", ali je manje sirova, sadrži različite dijelove i traje gotovo dvostruko dulje. Naposljetku je objavljena na kompilaciji Stars Die: The Delerium Years 1991-1997, a neki su njezini dijelovi bili izvođeni na koncertima uz naslovnu skladbu, kao što je slučaj na koncertnom albumu Coma Divine.
Skladba "Every Home Is Wired" prikazuje tadašnji Wilsonov stav prema internetu, dok "Dark Matter" aludira na mračnu stranu odlaženja na turneje radi promidžbe novih albuma. "Every Home Is Wired" sadrži 37 različitih presnimljenih vokalnih dionica. Skladbu "Light Mass Prayers" napisao je bubnjar Chris Maitland, no na njoj nema bubnjarskih dionica. Demoinačice pjesama "Signify", "Waiting", "Sever" i "Dark Matter" pojavile su se na kompilaciji demouradaka i b-strana Insignificance; potonje dvije skladbe ondje se zovu "Sever Tomorrow" i "Dark Origins". Još jedan demo iz tog doba, "Wake as Gun", poslije je iskorišten u pjesmi "Jack the Sax" u drugom Wilsonovu projektu No-Man (na EP-u Dry Cleaning Ray iz 1997. godine); te dvije grupe povezuje i interludij "Pagan", koji na Signifyu sadrži isti sempl opernih vokala koji se prethodno pojavio na kraju skladbe "Colours" na No-Manovom albumu Lovesighs – An Entertainment.

## Recenzije
Album je uglavnom dobio pozitivne kritike. AllMusic mu je dodijelio četiri zvjezdice od njih pet i pohvalio ga kao "... jedan odličan korak unaprijed za Porcupine Tree, a velik napredak predstavlja zbog toga što ta četvorica mogu rokati kako spada i istovremeno pronaći svoj opojan stil ambijentalne glazbe... Iako Wilson opet neizravno pjeva o stresu i prirodi života na koncu stoljeća, to i dalje čini na ugodno liberalan način." Sputnik Music dodijelio mu je četiri od pet bodova i pohvalio ga zbog toga što je "na križanju psihodeličnih korijena Porcupine Treeja i njegove budućnosti sa strukturiranijim pjesmama; Signify dokazuje da je Porcupine Tree sposoban snimiti mračan album s odličnom produkcijom i potpuno progresivnim srcem."
Dutch Progressive Rock Pageu također se svidio album i dodijelio mu je 8 od 10 bodova, izjavivši: "'Signify' nije najbolji album Porcupine Treeja i zasigurno nije prvi koji bih preporučio novom obožavatelju... Ali to ne znači da na njemu nema vrlo kvalitetnih stvari. Taj CD sadrži pjesme koje su kasnije postale njegovi klasici, poput heavy metal naslone skladbe 'Signify'... 'Waiting', kojim je grupa prvi put pokušala snimiti singl, i 'Dark Matter'." Ista je web-stranica pohvalila i prijelaze između pjesama.

## Popis pjesama
Tekstovi: Steven Wilson. 
| 1.    | »Bornlivedie« (instrumental)                                                                    | Wilson, Richard Barbieri                | 1:41 |
| 2.    | »Signify« (instrumental)                                                                        | Wilson                                  | 3:26 |
| 3.    | »Sleep of No Dreaming«                                                                          | Wilson                                  | 5:24 |
| 4.    | »Pagan« (instrumental)                                                                          | Wilson                                  | 1:34 |
| 5.    | »Waiting (Phase One)«                                                                           | Wilson                                  | 4:24 |
| 6.    | »Waiting (Phase Two)« (instrumental)                                                            | Wilson                                  | 6:15 |
| 7.    | »Sever«                                                                                         | Wilson                                  | 5:30 |
| 8.    | »Idiot Prayer« (instrumental)                                                                   | Wilson, Colin Edwin                     | 7:37 |
| 9.    | »Every Home Is Wired«                                                                           | Wilson                                  | 5:08 |
| 10.   | »Intermediate Jesus« (instrumental)                                                             | Wilson, Barbieri, Edwin, Chris Maitland |      |
| 11.   | »"Light Mass Prayers"« (instrumental)                                                           | Maitland                                | 4:28 |
| 12.   | »Dark Matter« (pjesma traje 8 minuta i 10 sekundi; 19 sekundi kasnije počinje skrivena skladba) | Wilson                                  | 8:57 |
| 61:56 |                                                                                                 |                                         |      |

### Insignificancei drugi disk
Godine 1997. na kazeti je bio objavljen Insignificance, kolekcija b-strana i demouradaka nastalih tijekom snimanja Signifya. Kad je Signify 2003. ponovno objavio Delerium Records i godinu kasnije Snapper Music, Insignificance je bio priložen uz album kao bonus CD s ponešto drugačije raspoređenim pjesmama. Kasnije inačice ne sadrže skladbe "Door to the River" i "Insignificance" jer su se pojavile na uratku Metanoia. Međutim, kompilacija i dalje sadrži deset pjesama zbog uvrštene "Dark Origins" i odvajanja skladbe Hallogallo/Signify u dvije različite pjesme (iako i dalje bez prekida teku jedna u drugu).
| Pjesma | Kazeta iz 1997.                        | Bonus CD Signifyu 2003. i 2004.        |
| ------ | -------------------------------------- | -------------------------------------- |
| 1      | "Wake as Gun 1" – 3:24                 | "Wake as Gun 1" – 3:29                 |
| 2      | "Hallogallo/Signify "– 6:53            | "Hallogallo" – 3:37                    |
| 3      | "Waiting" – 6:45                       | "Signify" - 3:28                       |
| 4      | "Smiling Not Smiling" – 3:40           | "Waiting" – 6:56                       |
| 5      | "Wake as Gun 2" – 3:42                 | "Smiling Not Smiling" – 3:49           |
| 6      | "Neural Rust" – 5:47                   | "Wake as Gun 2" – 2:06                 |
| 7      | "Sever Tomorrow" – 6:01                | "Neural Rust" – 5:53                   |
| 8      | "Door to the River" – 4:17             | "Dark Origins" - 6:54                  |
| 9      | "Insignificance" – 4:54                | "Sever Tomorrow" – 6:04                |
| 10     | "Nine Cats" (akustična inačica) – 4:03 | "Nine Cats" (akustična inačica) – 4:08 |

### Ostale skladbe
B-strane iz tog vremena, među kojima su "The Sound of No-One Listening" (koja se našla na singlu "Waiting" i prvoj gramofonskoj inačici Signifya) i "Fuse the Sky" (remiksana inačica naslovne skladbe s albuma The Sky Moves Sideways koja je bila objavljena na kompilaciji ambijentalne glazbe), pojavljuju se sa "Signify II" i "Colourflow in Mind" (odbačenom skladbom) na kompilaciji Stars Die: The Delerium Years 1991–1997.
K tome, album studijskih improviziranih skladbi iz tog doba, Metanoia, bio je objavljen 1998. godine. Među njima su i prethodno neobjavljen materijal i materijal koji je kasnije bio oblikovan u već objavljene skladbe; pjesma "Metanoia I/Intermediate Jesus", koja traje više od 14 minuta, bila je skraćena i postala dio pjesme "Intermediate Jesus". Skladbe "Door to the River" i "Insignificance" također su nastale tijekom tog perioda skladanja i snimanja i pojavile se na uratku, što je vrlo vjerojatno razlog zbog kojeg su maknute s budućih izdanja Insignificancea.
U knjižici albuma Insignificance Wilson spominje nikad snimljenu pjesmu "Cryogenics". Bila je utemeljena na skladbi "Mesmer I" s Metanoie (i sadržavala je dio pjesme "Wake as Gun") te ju je sastav samo jednom izveo uživo — 1995 godine. Kraća inačica pjesme bila je odsvirana na talijanskoj turneji početkom 1997. godine. Bila je snimljena u Rimu (s ostalim materijalom radi stvaranja koncertnog albuma Coma Divine), no nikad nije bila miksana niti objavljena jer grupa nije bila zadovoljna njezinom izvedbom.

## Zasluge
| Porcupine Tree - Steven Wilson – vokali, gitara, klavir, orgulje, mellotron, semplovi, programiranje bubnjeva, zvona, glazbene kutije, produkcija, miksanje - Richard Barbieri – sintesajzer, Hammond orgulje, elektronika, klavir - Colin Edwin – bas-gitara - Chris Maitland – prateći vokali (na pjesmama 5 i 7), klavijature i vokali (na pjesmi ""Light Mass Prayers""), bubnjevi, udaraljke | Dodatni glazbenici - Terumi – vokali (na pjesmi "Bornlivedie") Ostalo osoblje - Chris Thorpe – mastering - John Blackford – dizajn |